# 12353 Márquez
12353 Márquez è un asteroide della fascia principale. Scoperto nel 1993, presenta un'orbita caratterizzata da un semiasse maggiore pari a 2,9220952 au e da un'eccentricità di 0,0126191, inclinata di 2,48917° rispetto all'eclittica.
L'asteroide era stato inizialmente battezzato 12353 Màrquez per poi essere corretto nella denominazione attuale.
L'asteroide è dedicato al romanziere colombiano Gabriel García Márquez.